# Bläckstråleskrivare

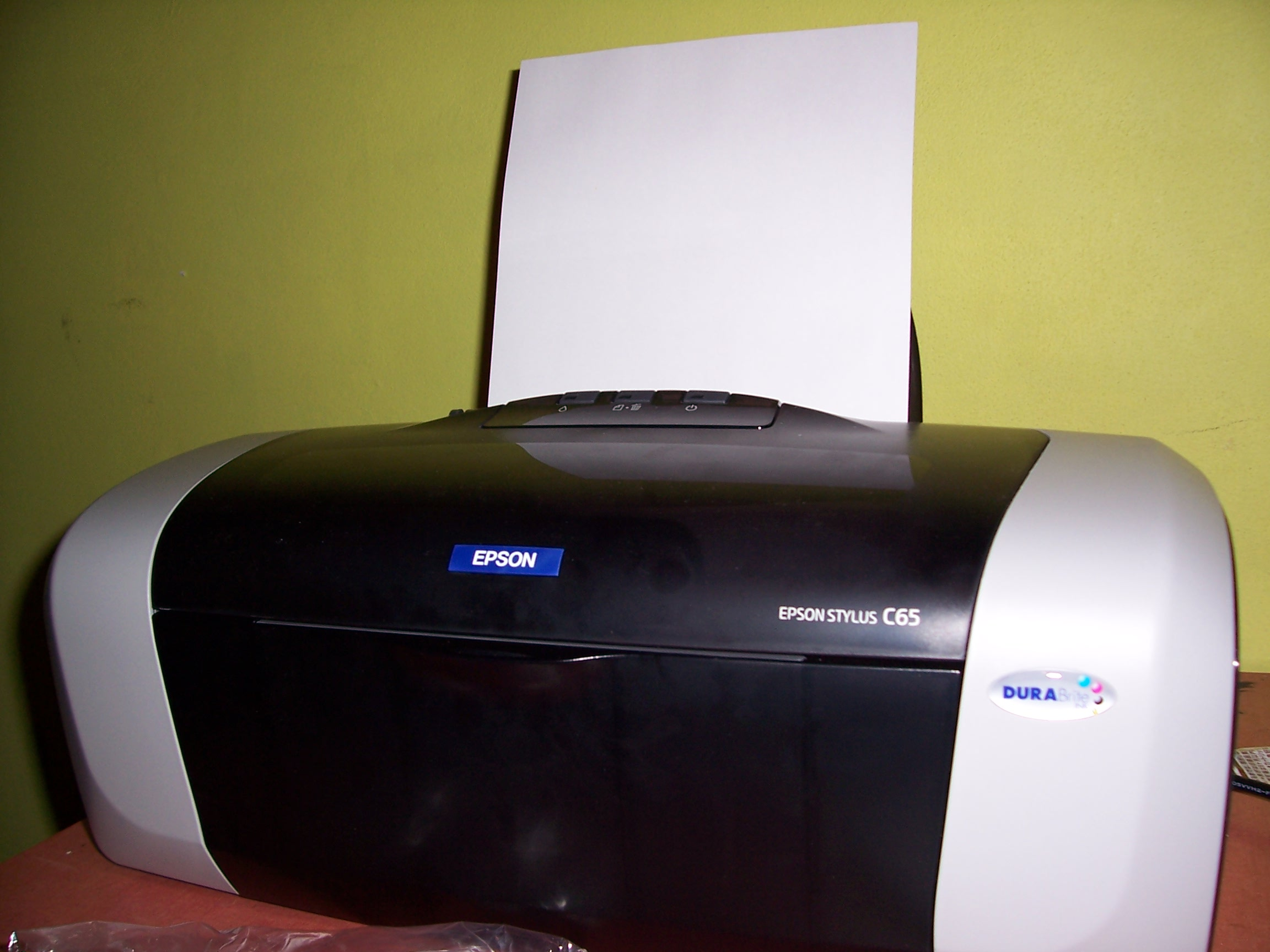
En bläckstråleskrivare.

Bläckstråleskrivare är en typ av skrivare som använder sig av bläckstråleteknik.
Bläckstråleskrivare kan skriva ut i såväl svartvitt som färg och finns för utskrifter upp till A0-format.

## Historia och utveckling
Bläckstråleskrivare har funnits sedan 1960-talet men tekniken var då extremt dyr. Bläckstråleskrivare var tystare och snabbare än matrisskrivare, som var vanliga under 1970-talet. Däremot behövde skrivarna utvecklas och bli både snabbare och ge bättre kvalitet på utskrifterna för att få stor spridning. De första bläckstråleskrivarna skrev ut i upplösningen 192 dpi (bildpunkter per tum), vilket motsvarar ungefär skrivmaskinskvalitet.
Bläckstråleskrivaren fick sitt genombrott i hemmen i slutet av 1980-talet. Företagen HP, Canon och Epson bedrev därefter större delen av utvecklingen. Bläckstråleskrivare blev ett komplement till laserskrivare.

## Teknik och kvalitet

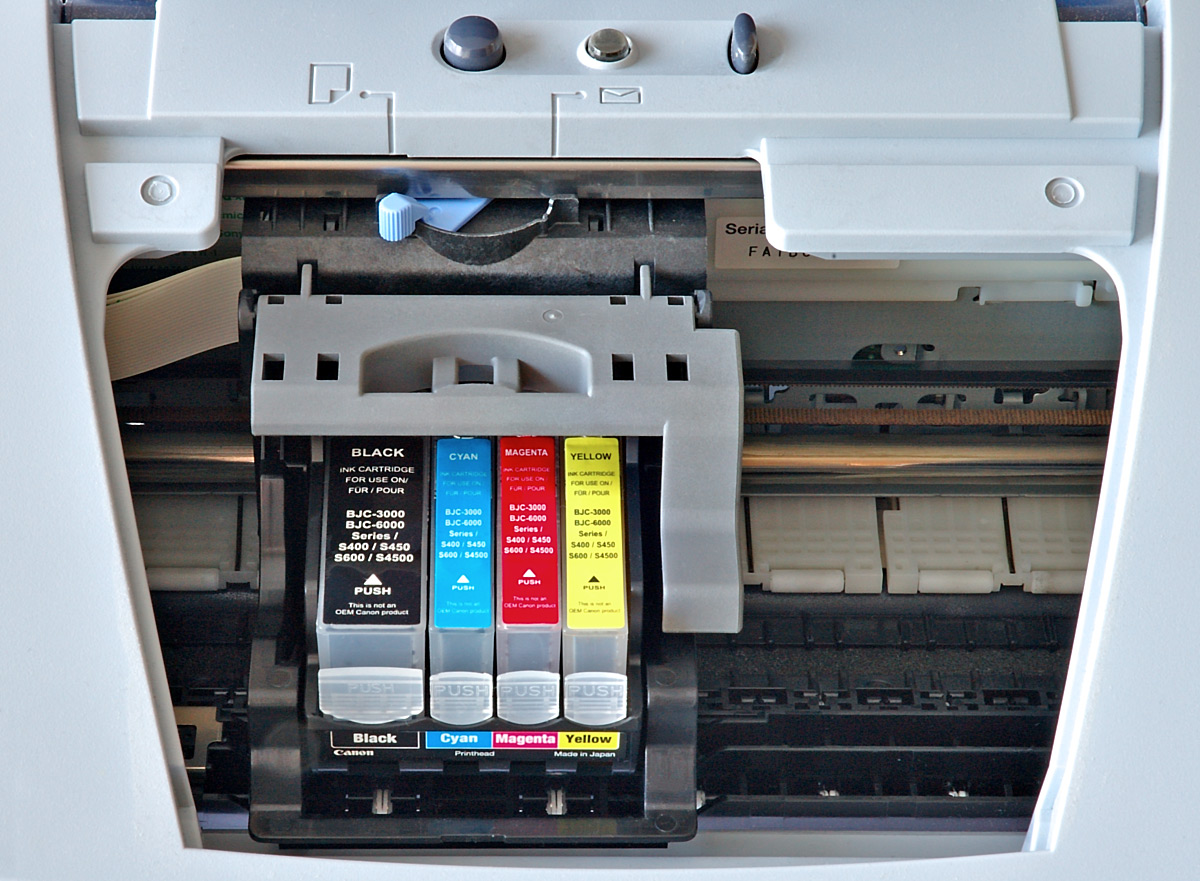
Bläckpatroner i en öppnad bläckstråleskrivare.

En bläckstråleskrivare fylls på med lösa bläckpatroner innehållande skrivarbläck. Vid utskrift sprutas bläcket ut i munstycken. En nackdel som förekom ganska ofta på äldre bläckstråleskrivare var att bläcket i patronerna eller munstycket torkade ut, vilket medförde dyra reparationskostnader. Numera har företagen dock lagt munstycket och den mesta elektroniken i patronen.
Olika bläckstråleskrivare använder olika antal bläckpatroner. Enkla modeller använder enbart en bläckpatron innehållande färgerna svart, rött (magenta), blått (cyan) och gult. Vid färgutskrift placerar skrivaren ytterst små droppar av dessa färger bredvid varandra och beroende på storleken och tätheten på dropparna ger detta ögat illusionen av alla övriga färger. Avancerade modeller har vanligtvis en bläckpatron för varje färg, vilket medför att när en av färgerna tar slut behöver enbart bläckpatronen med just den färgen bytas ut.
Utskrifternas livslängd är begränsad, med undantag för pigmentbaserade bläck. Ofta blir utskrifterna ljuskänsliga, vilket inte lämpar sig för utskrifter som förvaras framme.